# Hugo Pineda
Hugo Pineda (Tampico, 10 de maio de 1962) é um ex-futebolista mexicano que atuava como goleiro.

## Carreira
Hugo Pineda integrou a Seleção Mexicana de Futebol na Copa América de 1997.